# Fanélie
Fanélie est un prénom féminin, d'origine provençale, dont le prénom Fanny est un diminutif. La Saint-Fanélie est fêtée le 26 décembre.
Fanelie signifie "Petite Fanny".